# Verena Grendelmeier

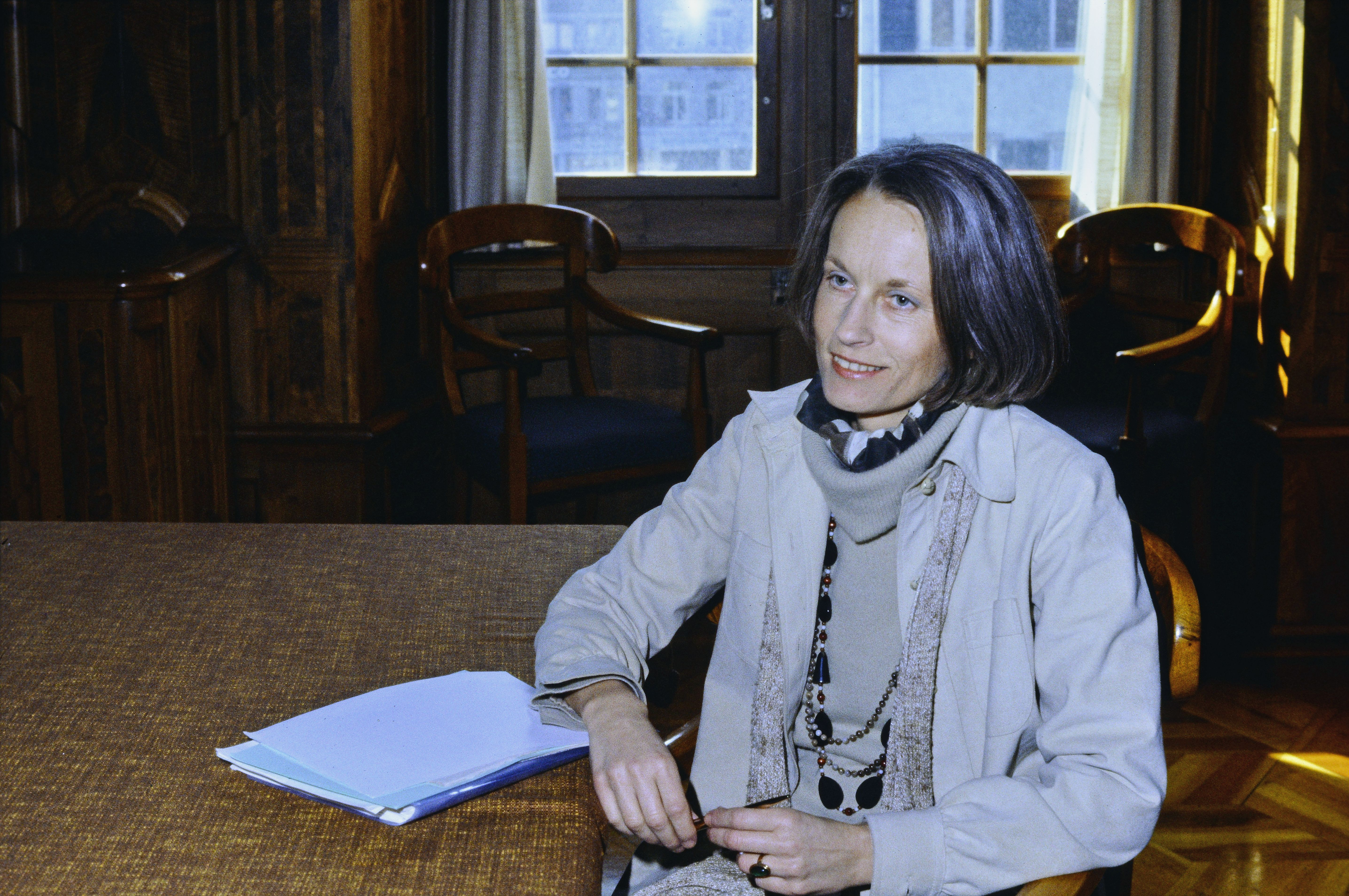
Verena Grendelmeier

Verena Grendelmeier (* 16. Februar 1939 in Zürich; † 27. März 2018 ebenda; heimatberechtigt ebenda) war eine Schweizer Politikerin (LdU), Schauspielerin, Regisseurin, Fernsehmoderatorin und Journalistin.

## Biografie

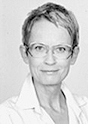
Verena Grendelmeier

Sie wuchs zusammen mit ihren zwei Geschwistern (einem Bruder und einer Schwester) in Küsnacht auf. Sie wurde während der Kindheit entscheidend von ihrem Vater Alois Grendelmeier geprägt, der 1949 bis 1965 Nationalrat der LdU war. Er nahm eine liberale und antifaschistische Grundhaltung ein. Obwohl es zwischen ihr und ihrem Vater manchmal Auseinandersetzungen gab, teilten sie fortan dieselben politischen Grundwerte. Ebenso übernahm sie die Philosophie des Vaters, dass es nicht entscheidend sei, ob man bei einer Auseinandersetzung als Sieger hervorgeht, sondern dass man eine gute Sache richtig und korrekt vertreten habe.
Verena Grendelmeier ging in der Stadt Zürich und in der Stadt Basel ins Gymnasium und bildete sich nach der Matur als Primarlehrerin weiter. Sie unterrichtete als Primarlehrerin in Erlenbach. Sie wollte sich aber beruflich verändern, und so entschied sie sich, obwohl ihr langjähriger Traumberuf Dirigentin war, für eine Ausbildung als Schauspielerin und Regisseurin und liess sich deshalb in Paris bei Jacques Lecoq und in Wien am Max Reinhardt Seminar ausbilden.
Nach ihrer Ausbildung arbeitete sie als Regie-Assistentin bei Jean-Louis Barrault am Théâtre National de l’Odéon und später als Schauspielerin in Deutschland. Schliesslich zog sie zurück in die Schweiz und wurde Schauspielerin und Regisseurin im Stadttheater Bern.
Sie kam 1967 zum Schweizer Fernsehen und wurde Moderatorin der Sendungen Tatsachen und Meinungen und Rundschau. Ebenso drehte sie Dokumentationssendungen, wie beispielsweise die fünfteilige Sendung «Im selben Boot – der psychisch Kranke und wir», die Sendung «Mai 68 – zehn Jahre danach» oder die Sendung «Seveso fünf Jahre nach dem Giftunfall».
Sie war im Zürcher Kantonsrat von 1973 bis 1979 und wurde 1983 in den Nationalrat gewählt. Sie musste wegen ihrer Wahl in den Nationalrat als Journalistin beim Schweizer Fernsehen zurücktreten. Sie war Nationalrätin vom 28. November 1983 bis 19. April 1999. Ab 1992 war sie Präsidentin der Fraktion LdU/EVP.
Als Nationalrätin legte Verena Grendelmeier einen Grundstein für die Aufarbeitung der aus dem Zweiten Weltkrieg stammenden nachrichtenlosen Vermögen auf Schweizer Banken. Sie regte mit einer im März 1995 eingereichten parlamentarischen Initiative die Kommission für Rechtsfragen des Nationalrates an, in dieser Sache aktiv zu werden.
Sie arbeitete nach ihrem Nationalratsmandat als Mediendozentin bei der Ausbildung von Fernseh- und Radiomoderatoren und gab Einführungskurse für Politiker, Wirtschaftsvertreter und Wissenschafter, die am Fernsehen auftreten mussten. Ausserdem war sie Stiftungsrätin des Frauenhauses Zürich. Sie war ledig und lebte in Zürich.

## Auszeichnungen
- Fischhof-Preis (1994)
- CSD-Stonewall-Award (1998)